# (42) Isis
(42) Isis – planetoida z pasa głównego planetoid okrążająca Słońce w ciągu 3 lat i 298 dni w średniej odległości 2,44 j.a. Została odkryta 23 maja 1856 roku w Oksfordzie przez Normana Pogsona. Jej nazwa pochodzi od egipskiej bogini Izydy nazywanej również Isis, a także prawdopodobnie na cześć córki odkrywcy Elizabeth Isis Pogson.